# El sur (pel·lícula)
El sur és una pel·lícula franco-espanyola dirigida per Víctor Erice i produïda per Elías Querejeta Gárate basada en una novel·la homònima d'Adelaida García Morales. Es va estrenar a Madrid, l'any 1983 i acapara diversos premis en certàmens espanyols i estrangers.

## Argument
A la "Gavina", una casa dels afores d'una ciutat del nord, viuen Agustín Arenas, home del sud, metge i zahorí; Julia, la seva dona, mestra represaliada després de la Guerra Civil Espanyola; i Estrella, la filla de tots dos. Estrella va creixent i es troba fascinada pel seu pare, a qui observa en tot moment, però al que no comprèn en absolut. Ella creix i viu feliç, aliena als problemes de la seva mare, una persona eternament amargada que va ser castigada pel règim franquista després de la Guerra Civil. Una tarda, Estrella es troba al seu pare assegut en un cafè i és llavors quan descobreix el secret que aquest guardava: una relació amorosa amb una altra dona.

## Repartiment
| Personatge                 | Actor              |
| -------------------------- | ------------------ |
| Agustín Arenas             | Omero Antonutti    |
| Julia                      | Lola Cardona       |
| Estrella (de nena)         | Sonsoles Aranguren |
| Estrella (als quinze anys) | Iciar Bollaín      |
| Milagros                   | Rafaela Aparicio   |
| Enamorat                   | Francisco Merino   |
| Laura/Irene Ríos           | Aurore Clement     |

## Al voltant de la pel·lícula
Una de les coses que fa especial a aquesta pel·lícula és el seu principi. Molts autors ho destaquen com la creació per part del director d'una atmosfera que definirà el que serà la resta del film. Això ho aconsegueix Erice en fixar la càmera en el llit d'Estrella mentre van passant els dies, alba rere alba. Aquest repetit plànol aconsegueix generar en l'espectador una sensació de solitud, tristesa, nostàlgia. Cal recordar que deu anys abans, Víctor Erice va aconseguir crear-se un nom a nivell internacional gràcies al seu primer llargmetratge El espíritu de la colmena, impulsant així el cinema espanyol.
El sur és una pel·lícula que estava dissenyada per tenir una segona part, en la qual Estrella, ja adolescent, viatjaria a Carmona en conèixer que té un germanastre a causa de la relació del seu pare amb una altra dona. El productor, Elías Querejeta, juntament amb Víctor Erice, van acordar que el rodatge del film trigaria 81 dies, però aquest es va interrompre a causa de problemes amb el finançament. Productor i director van aparaular reprendre el rodatge de la segona part una vegada solucionat el tema financer. Però, l'èxit de la pel·lícula va ser tal que va sortir seleccionada per al Festival Internacional de Cinema de Canes i va reunir molt bones crítiques. Això va fer que es deixés la pel·lícula tal com estava, ja que consideraven que l'entusiasme que van reunir en la primera part ja s'havia perdut.
En la segona part de la pel·lícula, que mai es va rodar, anava a aparèixer la figura de Fernando Fernán Gómez per a aquesta nova aventura com a oncle d'Estrella. La pel·lícula es va rodar en Ezcaray, La Rioja (escena inicial), Madrid). Els exteriors de l'Hospital Provincial, on treballa Agustín, corresponen a l'edifici de la Beneficència de Logronyo, actual seu d'algunes conselleries del Govern de La Rioja i del Conservatori Professional de Música. Els exteriors del Gran Hotel corresponen al de Logronyo, que actualment està ocupat per oficines. El cafè, en el qual es llegeixen les cartes, correspon al Cafè Barbieri situat en el Barri de Lavapiés. Així mateix, el cinema Arcàdia en el qual es projecta la pel·lícula que interpreta Irene Ríos és una antiga sala de projecció, el Cinema Vesa, situat a Vitòria-Gasteiz, i que ha estat reconvertit en unes galeries comercials que han conservat aquesta façana tan peculiar amb forma de petxina que apareix en el film d'Erice.

## Premis i nominacions
| Premi                                       | Categoria                   | Resultat   |
| ------------------------------------------- | --------------------------- | ---------- |
| Mostra Internacional de Cinema de São Paulo | Millor pel·lícula           | Guanyadora |
| Hugo d'Or en el Festival de Chicago         | Millor pel·lícula           | Guanyadora |
| Festival de Cinema Ibèric de Bordeus        | Millor pel·lícula           | Guanyadora |
| Premis Sant Jordi                           | Millor pel·lícula espanyola | Guanyadora |